# Terminal de Ómnibus de San Miguel de Tucumán
La Estación Central de Ómnibus de Corta, Media y Larga Distancia de San Miguel de Tucumán, más conocida como Terminal de Ómnibus de San Miguel de Tucumán; es una terminal de ómnibus ubicada en la ciudad de San Miguel de Tucumán, Provincia de Tucumán, Argentina. Se halla en el cruce de las avenidas Brígido Terán y Benjamín Aráoz de la localidad capitalina.

## Historia
Originalmente Tucumán no poseía un lugar que sirviera como terminal de autobuses, por lo cual se utilizaba el solar de la Plaza Lamadrid como parada de micros desde los años 1920. Por esta razón, en 1959, durante la intendencia de Ramón Isauro Martínez, se dictó una ley que ordenaba la construcción de una estación de ómnibus en ese mismo sitio.
Así en 1960 comenzaron las obras, siendo inauguradas el 29 de septiembre de 1963 por el interventor municipal Juan Padrós. La terminal se componía de un edificio de 3 plantas y plataformas para micros techadas. Además, se descubrió una estatua en honor al general Gregorio Aráoz de Lamadrid, la cual sería trasladada en 1977 a la cercana Avenida Soldati.
En 1988 comenzaron las obras para construir la nueva terminal de ómnibus de San Miguel de Tucumán, pero fueron interrumpidas luego por la crisis económica de 1989. Ya en 1992 se reiniciaron las obras para concretar la estación de ómnibus, las cuales fueron estrenadas el 16 de diciembre de 1994, comenzando a funcionar el día siguiente (17 de diciembre).
Así, el predio de la vieja terminal terminó siendo lugar de vendedores ambulantes y el edificio como sede del Servicio Único de Transporte Público de Pasajeros en Automóvil (SUTRAPPA).

## Servicios
La terminal recibe colectivos de corta, media y larga distancia, encontrándose a lo largo de 62 andenes, 76 boleterías y 21 locales para realizar encomiendas. El terreno donde se asienta la estación cuenta con 80.000 metros cuadrados y capacidad para 600 vehículos en su estacionamiento, transitando 900 000 personas por mes.
En su interior se halla el centro comercial Shopping del Jardín, inaugurado en 1995 como anexo a la estación central. En este se hallan varios servicios.
Además, en el predio de la terminal se encuentra estación de servicio YPF, paradas para taxi, expendio de agua caliente, cajeros automáticos y oficinas de distintas reparticiones públicas: Dirección de Transporte de la provincia de Tucumán, Comisión Nacional de Regulación de Transporte, Dirección de Arquitectura y Urbanismo, Dirección de Turismo, Gendarmería Nacional Argentina, Policía de Tucumán y centro de de atención primaria del municipio de la capital.